# Leioscyphus turgescens
Leioscyphus turgescens là một loài rêu tản trong họ Geocalycaceae. Loài này được (Hook. f. & Taylor) Mitt. miêu tả khoa học lần đầu tiên năm 1867.